# Інета Радевич
Інета Радевич  (латис. Ineta Radēviča (13 липня 1981 , Краслава, Латвійська РСР, СРСР )) — латвійська легкоатлетка, яка виступала в стрибках у довжину та потрійному стрибку.

## Спортивна кар'єра
На європейському чемпіонаті U-23 у 2001 році Радевич завоювала бронзу. У 2010 році вона встановила новий національний рекорд
Срібний призер чемпіонату світу 2011 року в стрибках у довжину (спочатку зайняла третє місце, але після дискваліфікації росіянки Ольги Кучеренко до Інети перейшла срібна нагорода). Завоювала золото на континентальній першості з легкої атлетики 2010, який проходив у Барселоні. Дворазова переможниця студентських ігор США.
На Олімпійських іграх 2012 року посіла 4-е місце в стрибках у довжину з результатом 6,88 м. 10 травня 2019 року МОК анулював результат спортсменки, показаний на Олімпійських іграх 2012 року, після повторної перевірки допінг-проби, зданої на Іграх, і виявлення в ній слідів анаболічного стероїду оксандролона. 4-е місце перейшло до росіянки Людмили Колчанової.
Тренувалася під керівництвом російського фахівця Євгена Тер-Аванесова.

## Чиновницька кар'єра
У березні 2017 року Інета Радевич була обрана на пост президента Латвійського легкоатлетичного союзу (ЛЛС). У листопаді 2018 року покинула цю посаду після того, як виявилася замішаною в допінг-скандал на Олімпійських іграх 2012 року. Замість Інети головою ЛЛС став Арніс Лагздіньш.

## Родина
Батьки — відомі в Латвії легкоатлети: батько Валерій Радевич, майстер спорту СРСР (спринтер), мати Інна Радевич, стрибунка у довжину (згодом тренерка спортшколи, перша тренерка Інети).
Одружена з російським хокеїстом Петром Щасливим, проживає в Москві (Росія).